# 干支
天干地支是十干与十二支的合称、簡通稱為十天干十二地支，由两者经一定的組合方式搭配成六十对，为一周期，循環往復，称为一甲子或花甲之年。

## 歷史

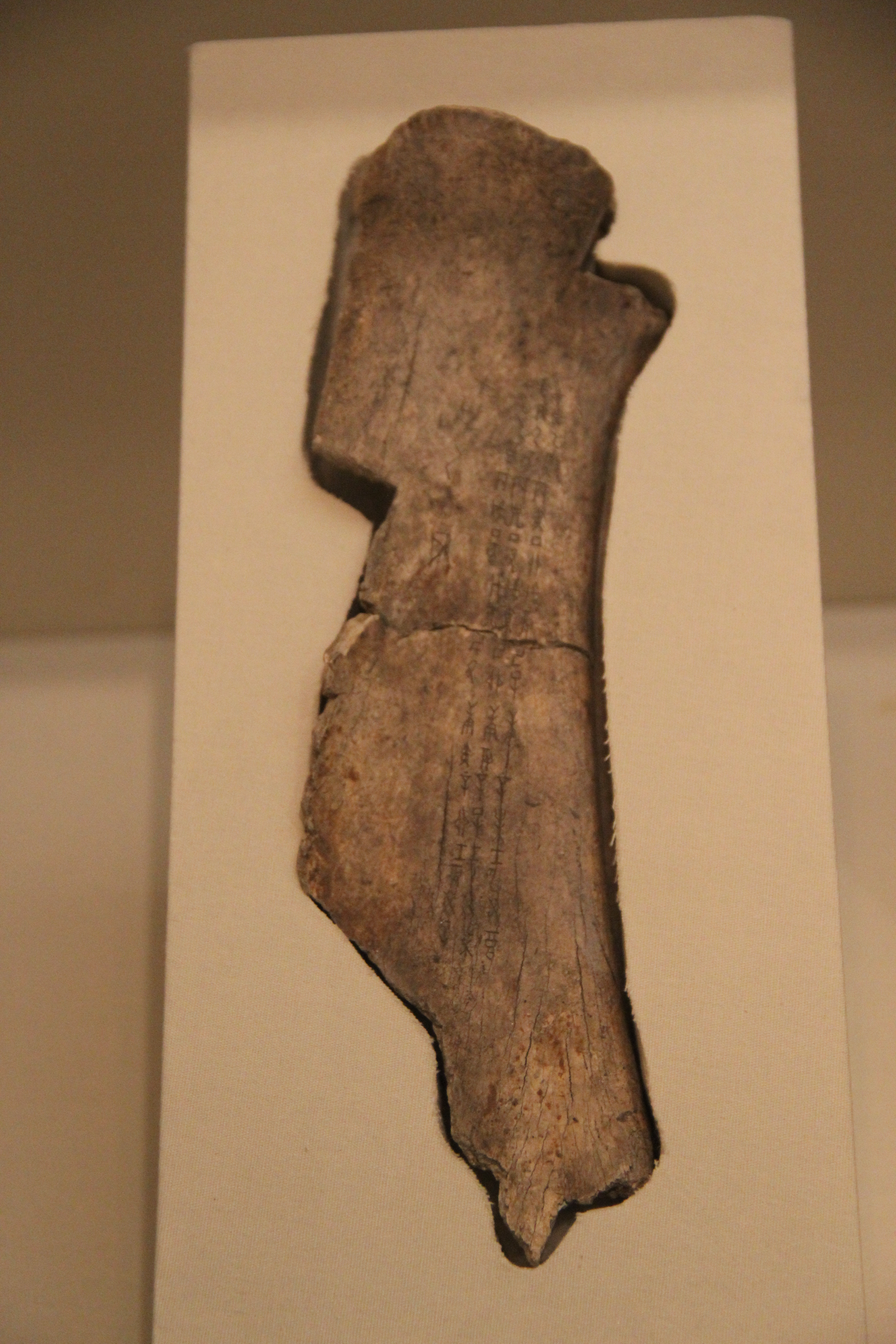
商代刻干支表牛骨（现藏于中国国家博物馆）

天干地支、十二生肖、五行等。

古代中國用以记录年、月、日子及时期。汉字文化圈地区也曾跟随古代中国用干支記录时间。
因干支纪年法纪年时一周期为六十年，所以也用“甲子之年”或“花甲之年”来形容（60＋1虚龄）或岁数之一的老人。
考古发现，最早在商朝后期帝王帝乙时的一块甲骨上，刻有完整六十甲子，说明在商朝时已经开始使用干支纪日了。根据考证，春秋时期鲁隐公三年二月己巳（西元前720年2月22日，即農曆辛酉年属雞）曾发生日食，这是中国古代使用干支纪日的確切證據。而使用皇帝年号纪年则始自汉武帝太初年号。
干支在古代稱榦枝，好比樹幹和樹枝，有主幹分枝之意。
干支曆作为中国传统历法，在古代中国一直使用，从未间断，对研究历史相當有帮助，便於推算历史时间。

## 修改法置閏倍數格里曆
儒略曆：4579年前，即公元前2997年的六十甲子儒略曆（1582年的格里曆前身），在同年1月1日起即星期五開始执行，取代旧罗马历的历法。一年设12个月（閏月只有13個月），大小月交替，四年一闰只有366日不等，平年365日、包括平年：354-355天，閏月：384-385天，閏年於二月底增加一閏日（2月29日），年平均長度為365.25日。該曆法將羅馬執政官上任的一日訂為一年的開始日，即由于累積误差隨着時間越來越大，然後，教宗額我略十三世於1582年10月创建格里高利历提议的主要发起人。里利乌斯改革了儒略历制定的历法，由教皇格列高利十三世在1582年才颁行，后来得以逐步在全世界范围内通行頒布後，委託義大利醫生兼哲學家阿洛伊修斯·里利烏斯修訂改為400置閏日曆法的欽定後正式頒行，是定為10月15日的格里曆。

## 干支年號

### 起始
天干地支之起始點為5022年前的公元前2997年，與之減去公元紀年換算後即為六十甲子紀年法。
| 干支的一个循环（六十甲子） |      |      |      |      |      |      |      |      |      |
| 甲子                       | 乙丑 | 丙寅 | 丁卯 | 戊辰 | 己巳 | 庚午 | 辛未 | 壬申 | 癸酉 |
| 甲戌                       | 乙亥 | 丙子 | 丁丑 | 戊寅 | 己卯 | 庚辰 | 辛巳 | 壬午 | 癸未 |
| 甲申                       | 乙酉 | 丙戌 | 丁亥 | 戊子 | 己丑 | 庚寅 | 辛卯 | 壬辰 | 癸巳 |
| 甲午                       | 乙未 | 丙申 | 丁酉 | 戊戌 | 己亥 | 庚子 | 辛丑 | 壬寅 | 癸卯 |
| 甲辰                       | 乙巳 | 丙午 | 丁未 | 戊申 | 己酉 | 庚戌 | 辛亥 | 壬子 | 癸丑 |
| 甲寅                       | 乙卯 | 丙辰 | 丁巳 | 戊午 | 己未 | 庚申 | 辛酉 | 壬戌 | 癸亥 |

### 干支与公元纪年对照表
- 公元紀年天干地支的是減去分別在以六十甲子：紀年以黃帝紀元後建立天干地支為開始，來自約公元前2997年＋，循環以黃帝紀元（格里曆前2997年）即元年開始計算，其餘月份安排等與農曆相同。換算方法為格里曆年份＋2997為干支年份，如2025年，則為干支2025＋2997＝5022年。起即由為六十甲子十天干十二地支紀年法計算機方法。

| 黃帝紀元年號   | 1年      | 2年      | 3年      | 4年      | 5年      | 6年      | 7年      | 8年      | 9年      | 10年     |
| -------------- | -------- | -------- | -------- | -------- | -------- | -------- | -------- | -------- | -------- | -------- |
| 公元元年紀年法 | 前2996年 | 前2995年 | 前2994年 | 前2993年 | 前2992年 | 前2991年 | 前2990年 | 前2989年 | 前2988年 | 前2987年 |
| 干支           | 甲子     | 乙丑     | 丙寅     | 丁卯     | 戊辰     | 己巳     | 庚午     | 辛未     | 壬申     | 癸酉     |
| 黃帝紀元年號   | 11年     | 12年     | 13年     | 14年     | 15年     | 16年     | 17年     | 18年     | 19年     | 20年     |
| 公元元年紀年法 | 前2986年 | 前2985年 | 前2984年 | 前2983年 | 前2982年 | 前2981年 | 前2980年 | 前2979年 | 前2978年 | 前2977年 |
| 干支           | 甲戌     | 乙亥     | 丙子     | 丁丑     | 戊寅     | 己卯     | 庚辰     | 辛巳     | 壬午     | 癸未     |
| 黃帝紀元年號   | 21年     | 22年     | 23年     | 24年     | 25年     | 26年     | 27年     | 28年     | 29年     | 30年     |
| 公元元年紀年法 | 前2976年 | 前2975年 | 前2974年 | 前2973年 | 前2972年 | 前2971年 | 前2970年 | 前2969年 | 前2968年 | 前2967年 |
| 干支           | 甲申     | 乙酉     | 丙戌     | 丁亥     | 戊子     | 己丑     | 庚寅     | 辛卯     | 壬辰     | 癸巳     |
| 黃帝紀元年號   | 31年     | 32年     | 33年     | 34年     | 35年     | 36年     | 37年     | 38年     | 39年     | 40年     |
| 公元元年紀年法 | 前2966年 | 前2965年 | 前2964年 | 前2963年 | 前2962年 | 前2961年 | 前2960年 | 前2959年 | 前2958年 | 前2957年 |
| 干支           | 甲午     | 乙未     | 丙申     | 丁酉     | 戊戌     | 己亥     | 庚子     | 辛丑     | 壬寅     | 癸卯     |
| 黃帝紀元年號   | 41年     | 42年     | 43年     | 44年     | 45年     | 46年     | 47年     | 48年     | 49年     | 50年     |
| 公元元年紀年法 | 前2956年 | 前2955年 | 前2954年 | 前2953年 | 前2952年 | 前2951年 | 前2950年 | 前2949年 | 前2948年 | 前2947年 |
| 干支           | 甲辰     | 乙巳     | 丙午     | 丁未     | 戊申     | 己酉     | 庚戌     | 辛亥     | 壬子     | 癸丑     |
| 黃帝紀元年號   | 51年     | 52年     | 53年     | 54年     | 55年     | 56年     | 57年     | 58年     | 59年     | 60年     |
| 公元元年紀年法 | 前2946年 | 前2945年 | 前2944年 | 前2943年 | 前2942年 | 前2941年 | 前2940年 | 前2939年 | 前2938年 | 前2937年 |
| 干支           | 甲寅     | 乙卯     | 丙辰     | 丁巳     | 戊午     | 己未     | 庚申     | 辛酉     | 壬戌     | 癸亥     |

## 循環天干地支（甲子至癸亥年）
原則要求天干与地支配对使用，兩兩相配，始於甲子，終於癸亥，六十為一循環。即如下两组配对且交叉使用：

### 十天干与十二地支的配对规则
根據紅色字體的又遁還曆天干上（甲、丙、戊、庚、壬）而配對紅色字體的地支上（子、寅、辰、午、申、戌）；即由起藍色字體的十天干（乙、丁、己、辛、癸）並配對藍色字體的十二地支（丑、卯、巳、未、酉、亥）。
| 十天干   | 甲 | 乙 | 丙 | 丁 | 戊 | 己 | 庚 | 辛 | 壬 | 癸 | 甲 | 乙 | 丙 | 丁 | … |
| 十二地支 | 子 | 丑 | 寅 | 卯 | 辰 | 巳 | 午 | 未 | 申 | 酉 | 戌 | 亥 | 子 | 丑 | … |

### 天干及地支配对十干與十二支列表
| 十干   | 甲 | 乙 | 丙 | 丁 | 戊 | 己 | 庚 | 辛 | 壬 | 癸 | 甲 | 乙 | 丙 | 丁 | 戊 | 己 | 庚 | 辛 | 壬 | 癸 | 甲 | 乙 | 丙 | 丁 | 戊 | 己 | 庚 | 辛 | 壬 | 癸 | 甲 | 乙 | 丙 | 丁 | 戊 | 己 | 庚 | 辛 | 壬 | 癸 | 甲 | 乙 | 丙 | 丁 | 戊 | 己 | 庚 | 辛 | 壬 | 癸 | 甲 | 乙 | 丙 | 丁 | 戊 | 己 | 庚 | 辛 | 壬 | 癸 |
| 十二支 | 子 | 丑 | 寅 | 卯 | 辰 | 巳 | 午 | 未 | 申 | 酉 | 戌 | 亥 | 子 | 丑 | 寅 | 卯 | 辰 | 巳 | 午 | 未 | 申 | 酉 | 戌 | 亥 | 子 | 丑 | 寅 | 卯 | 辰 | 巳 | 午 | 未 | 申 | 酉 | 戌 | 亥 | 子 | 丑 | 寅 | 卯 | 辰 | 巳 | 午 | 未 | 申 | 酉 | 戌 | 亥 | 子 | 丑 | 寅 | 卯 | 辰 | 巳 | 午 | 未 | 申 | 酉 | 戌 | 亥 |

### 各甲子年份干支為60個配對名稱列表
| 甲子 | 乙丑 | 丙寅 | 丁卯 | 戊辰 | 己巳 | 庚午 | 辛未 | 壬申 | 癸酉 | 甲戌 | 乙亥 |
| 丙子 | 丁丑 | 戊寅 | 己卯 | 庚辰 | 辛巳 | 壬午 | 癸未 | 甲申 | 乙酉 | 丙戌 | 丁亥 |
| 戊子 | 己丑 | 庚寅 | 辛卯 | 壬辰 | 癸巳 | 甲午 | 乙未 | 丙申 | 丁酉 | 戊戌 | 己亥 |
| 庚子 | 辛丑 | 壬寅 | 癸卯 | 甲辰 | 乙巳 | 丙午 | 丁未 | 戊申 | 己酉 | 庚戌 | 辛亥 |
| 壬子 | 癸丑 | 甲寅 | 乙卯 | 丙辰 | 丁巳 | 戊午 | 己未 | 庚申 | 辛酉 | 壬戌 | 癸亥 |

太平天国时，曾把“丑”改为“好”，“卯”改为“荣”；“亥”改为“开”。

## 干支纪年
《御批歴代通鑑輯覽》載記軒轅黃帝「作甲子，甲乙丙丁戊己庚辛壬癸謂之幹，子丑寅卯辰巳午未申酉戌亥謂之枝，枝幹相配以名日，而定之以納音。」創立干支紀年法，將十天干和十二地支分別組合起來，共配成為六十組合，用來表示年、月、日之次序，周而復始，循環使用。
干支纪年萌芽于西汉，始行于王莽，通行于东汉后期。汉章帝元和二年（西元85年，即農曆乙酉年属鷄），朝廷下令在全國推行四分曆與干支紀年。可是，其实是类似的太岁纪年，用太岁所在位置來纪年，干支只是用以表示十二辰（把黄道附一周天分为十二等分）；木星（太岁）11.862年绕天一周，所以太岁约86年会多走过一辰，这叫做“超辰”。在颛顼曆上，西汉武帝太初元年（前104年，即農曆丙子年属鼠）是太岁在丙子，太初曆用超辰法改变为丁丑。汉成帝末年，由刘歆重新编订的三統曆又將太初元年改变为丙子，把太始二年（前95年，即農曆乙酉年属鷄）从乙酉改变为丙戌。而东汉的曆學者没用超辰法。所以太岁纪年和干支纪年从太始二年表面一样。
干支纪年，周期第一年为“甲子”（如黄巾起事口号为“岁在甲子，天下大吉”），第二年为“乙丑”，依此类推，60年一周期；周期完了重复使用，周而复始，循环下去。60甲子年后的天干地支，如：1744、1804、1864、1924、1984、2044年同为甲子年；1745、1805、1865、1925、1985、2045年同为乙丑年，依次类推。這種作記法俗稱一為「天運歲次○○年」。

### 干支紀年→西曆
西曆新年和華夏新年或干支曆新年相差少於兩個月；在西曆新年後，華夏新年或干支曆新年之前，例如西曆1月2日，則續用上年之干支。夏曆以正月初一為一年之始，而干支曆八字則以立春為一年之始。
天干用序號1至10表示甲到癸，地支用1至12對應子到亥。
6×干－5×支＋3（或1983）＋60n＝西曆年（n為整數）
即，設年是西元後某年，干是年的天干（甲＝1，乙＝2，丙＝3，…，癸＝10），支是年的地支（子＝1，丑＝2，寅＝3，…，亥＝12），則
年≡6干－5支＋3（mod 60）
證明
甲子＝1，乙丑＝2，丙寅＝3，…，癸亥＝60。設（干，支）是六十干支的第x組，則
x和干分別除以10時餘數相同：x≡干（mod 10）
同乘以6：6x≡6干（mod 6×10）
x和支分別除以12時餘數相同：x≡支（mod 12）
同乘以5：5x≡5支（mod 5×12）
兩式相減：6x－5x≡x≡6干－5支（mod 60）
西元3年是癸亥年，是六十干支的第60組兼最後一組：年≡x＋3（mod 60）
代入即得：年≡6干－5支＋3（mod 60）。
註和例子
註一：第一行的意義是在60年循環中的位置。負數並無不可，因後面可任意加或減60的倍數（n是整數）；但若規定頭一行須為正數（第1至60個之間），則當（干－支）是負數時，在括號內加12或在括號外加60（12×5＝60）。當且僅當（干－支）是負數時，［（干－支）×5＋干］不是1至60間的整數。
註二：為何加3或1983：因西元4年和1984年是甲子年（1），1＋3＝4，1＋1983＝1984。這兩年的差額1980是60的倍數。3容易記，1983年是小於現在的年份中，最接近現在者。
例子1：辛亥年。辛是天干中的8，亥是地支中的12。6×8－5×12＝－12。1983－12＝1971，1971＋60＝2031，1971－60＝1911；計算得2031年、1971年和1911年都是辛亥年。
例子2之1：癸巳年到辛酉年最少隔幾年？癸＝10，巳＝6，辛＝8，酉＝10，6×（8－10）－5×（10－6）＝－32，－32＋60＝28，故最少隔28年。
例子2之2：反過來問，辛酉年到癸巳年最少隔幾年？只要將上述答案取相反數，再加60，使之為正整數（或說用60減去上述答案），即為答案，故最少隔－28＋60＝32年。此運算特性符合一般大眾對於循環事項的先後間距的認知。
可見所有亥年在60循環中都相當於［天干×6］：乙亥年：12；丁亥年：24；己亥、辛亥、癸亥：36，48，60。這是很簡單直接的（第一次亥年是12），亦可從以上公式得出。

### 西曆→干支紀年
將西元後年分減3，再除以10，所得餘數即為第幾干（餘0則視為第10干）；將西元後年分減3，再除以12，所得餘數即為第幾支（餘0則視為第12支）。
- 例如：西元1995年

1995－3＝1992，1992除以10的餘數是2，第2干——乙；1992除以12的餘數是0，第12支——亥，故西元1995年为乙亥年。
- 再如：西元1861年

1861－3＝1858，1858除以10的餘數是8，第8干——辛；1858除以12的餘數是10，第10支——酉，故西元1861年为辛酉年。
西元前纪年与干支纪年的换算表：
|      | 0  | 1  | 2  | 3  | 4  | 5  | 6  | 7  | 8  | 9  | 10 | 11 |
| ---- | -- | -- | -- | -- | -- | -- | -- | -- | -- | -- | -- | -- |
| 天干 | 辛 | 庚 | 己 | 戊 | 丁 | 丙 | 乙 | 甲 | 癸 | 壬 | 辛 | 庚 |
| 地支 | 酉 | 申 | 未 | 午 | 巳 | 辰 | 卯 | 寅 | 丑 | 子 | 亥 | 戌 |

如：西元前155年
尾数5对应天干的“丙”；155除以12得余数11，对应地支的“戌”。该年为丙戌年。西元前8年则为癸丑年；西元前2年為己未年。

## 干支纪月
史書中通常以序數紀月，干支紀月除了月建（月支）之外，月干在研究中國歷史時並不普遍，而較常用於計算八字。月建於春秋時期即已可見。「以子建月」即以日南至的十一月為一歲的開始。可能到了唐代才配上天干。
此外由於各帝王可能採用不同曆法，因此干支紀月亦不見得準確。例如三國時期用景初曆，可能出現在不同國家，卻在不同日換月分的情況；一國是初一，另一國是前一個月的月末，此時月干支即不同。
計算八字時使用的干支曆，與史書、傳統曆法（包括農曆）或使用太陰曆的紫微斗數有所不同。傳統曆法以月亮的盈亏周期作为一月，而八字計算则以二十四节气其中的十二节气（非中氣）所在時刻（非以日首）分月，并赋以地支之名，如大雪小寒之间为子月，小寒到立春为丑月。因此八字計算過了當月節氣發生之時刻才換月干支，可能產生月中與日中換干支的情況。
計算八字時使用的干支曆以立春時刻為一年之始，每五年一循環，每月的天干由该月支所在年的天干决定。例如：若某年的子月所在之年为甲子年，则该子月为丙子月，紧接着其后的丑月是丁丑月。
年上起月的歌訣，《五虎遁月歌》：甲己之年丙作初，乙庚之歲戊為頭，丙辛歲首從庚起，丁壬壬位順流行，若問戊癸何方法，甲寅之上好推求。
具体推算如下：

### 丙寅月
公元紀年以下丙寅年六十月干紀年紀元後天干地支為開始，來自約（公元5年）開始計算：
| 月地支 | 農曆月份 | 八字用的干支曆节气段 | 中气 | 公曆月份 | 甲或己年 | 乙或庚年 | 丙或辛年 | 丁或壬年 | 戊或癸年 | 建月             |
| ------ | -------- | -------------------- | ---- | -------- | -------- | -------- | -------- | -------- | -------- | ---------------- |
| 寅月   | 正月     | 立春至惊蛰前一日     | 雨水 | 2月      | 丙寅月   | 戊寅月   | 庚寅月   | 壬寅月   | 甲寅月   | 一端：建寅       |
| 卯月   | 二月     | 惊蛰至清明前一日     | 春分 | 3月      | 丁卯月   | 己卯月   | 辛卯月   | 癸卯月   | 乙卯月   | 二花：建卯       |
| 辰月   | 三月     | 清明至立夏前一日     | 谷雨 | 4月      | 戊辰月   | 庚辰月   | 壬辰月   | 甲辰月   | 丙辰月   | 三桐：建辰       |
| 巳月   | 四月     | 立夏至芒种前一日     | 小满 | 5月      | 己巳月   | 辛巳月   | 癸巳月   | 乙巳月   | 丁巳月   | 四梅：建巳       |
| 午月   | 五月     | 芒种至小暑前一日     | 夏至 | 6月      | 庚午月   | 壬午月   | 甲午月   | 丙午月   | 戊午月   | 五蒲：建午       |
| 未月   | 六月     | 小暑至立秋前一日     | 大暑 | 7月      | 辛未月   | 癸未月   | 乙未月   | 丁未月   | 己未月   | 六荔：建未       |
| 申月   | 七月     | 立秋至白露前一日     | 处暑 | 8月      | 壬申月   | 甲申月   | 丙申月   | 戊申月   | 庚申月   | 七瓜：建申       |
| 酉月   | 八月     | 白露至寒露前一日     | 秋分 | 9月      | 癸酉月   | 乙酉月   | 丁酉月   | 己酉月   | 辛酉月   | 八桂：建酉       |
| 戌月   | 九月     | 寒露至立冬前一日     | 霜降 | 10月     | 甲戌月   | 丙戌月   | 戊戌月   | 庚戌月   | 壬戌月   | 九菊：建戌       |
| 亥月   | 十月     | 立冬至大雪前一日     | 小雪 | 11月     | 乙亥月   | 丁亥月   | 己亥月   | 辛亥月   | 癸亥月   | 十陽：建亥       |
| 子月   | 十一月   | 大雪至小寒前一日     | 冬至 | 12月     | 丙子月   | 戊子月   | 庚子月   | 壬子月   | 甲子月   | 十一冬葭：建子   |
| 丑月   | 十二月   | 小寒至立春前一日     | 大寒 | 1月      | 丁丑月   | 己丑月   | 辛丑月   | 癸丑月   | 乙丑月   | 十二臘全月：建丑 |

### 壬戌月
公元紀年以下壬戌年六十月干紀年紀元後天干地支為開始，來自約（西元前4559年）開始計算：
| 月地支 | 農曆月份 | 八字用的干支曆节气段 | 中气 | 公曆月份 | 甲或己年 | 乙或庚年 | 丙或辛年 | 丁或壬年 | 戊或癸年 |
| ------ | -------- | -------------------- | ---- | -------- | -------- | -------- | -------- | -------- | -------- |
| 戌月   | 正月     | 立春至惊蛰前一日     | 雨水 | 2月      | 壬戌月   | 甲戌月   | 丙戌月   | 戊戌月   | 庚戌月   |
| 亥月   | 二月     | 惊蛰至清明前一日     | 春分 | 3月      | 癸亥月   | 乙亥月   | 丁亥月   | 己亥月   | 辛亥月   |
| 子月   | 三月     | 清明至立夏前一日     | 谷雨 | 4月      | 甲子月   | 丙子月   | 戊子月   | 庚子月   | 壬子月   |
| 丑月   | 四月     | 立夏至芒种前一日     | 小满 | 5月      | 乙丑月   | 丁丑月   | 己丑月   | 辛丑月   | 癸丑月   |
| 寅月   | 五月     | 芒种至小暑前一日     | 夏至 | 6月      | 丙寅月   | 戊寅月   | 庚寅月   | 壬寅月   | 甲寅月   |
| 卯月   | 六月     | 小暑至立秋前一日     | 大暑 | 7月      | 丁卯月   | 己卯月   | 辛卯月   | 癸卯月   | 乙卯月   |
| 辰月   | 七月     | 立秋至白露前一日     | 处暑 | 8月      | 戊辰月   | 庚辰月   | 壬辰月   | 甲辰月   | 丙辰月   |
| 巳月   | 八月     | 白露至寒露前一日     | 秋分 | 9月      | 己巳月   | 辛巳月   | 癸巳月   | 乙巳月   | 丁巳月   |
| 午月   | 九月     | 寒露至立冬前一日     | 霜降 | 10月     | 庚午月   | 壬午月   | 甲午月   | 丙午月   | 戊午月   |
| 未月   | 十月     | 立冬至大雪前一日     | 小雪 | 11月     | 辛未月   | 癸未月   | 乙未月   | 丁未月   | 己未月   |
| 申月   | 十一月   | 大雪至小寒前一日     | 冬至 | 12月     | 壬申月   | 甲申月   | 丙申月   | 戊申月   | 庚申月   |
| 酉月   | 十二月   | 小寒至立春前一日     | 大寒 | 1月      | 癸酉月   | 乙酉月   | 丁酉月   | 己酉月   | 辛酉月   |

## 干支纪日
干支纪日，60週期的時候大致合2个月一周期；一周期完了重複使用，周而復始，循环下去。天文計算指出干支纪日至少始于《春秋》所記，鲁隐公三年夏历二月己巳日（周平王五十一年，西元前720年2月22日）之日食。
儒略曆平年有365日，而每4年一次，西元年能由4整除，閏年有366日，平均一年365.25日，4年1461日和一甲子的60日，最小公倍數是29220日，合80年。這就是說，過了羅馬失閏之後，每80年，干支紀日對應的儒略曆月日日期會反覆一次循環。
格里曆平年有365日，而每4年一次，西元年份可由100但非400年一次整除（非閏年，如1700、1800、1900、2100、2200、2300年為平年沒閏年；如2000、2400年為閏年），閏年有366日，平均一年365.2425日，所以400年146097日和一甲子的60日，最小公倍數是2921940日，合8000年。這就是說，每8000年，干支紀日對應的格里曆月日日期若沒有遇到能由100但非400整除的西元年，會反覆一次循環，但整體而言，假設未來從不改格里曆，每8000年，干支紀日對應的格里曆月日日期才會反覆一次完整的循環。1912年（中華民國元年）2月18日，合農曆壬子年正月初一，以及1949年10月1日，都是“甲子日”。

### 干支紀日与西历换算
公式法
若為天干的「甲、乙、……、壬、癸」編上1，2，……，10等序號；地支的「子、丑、……、戌、亥」亦編上1，2，……，11，12等序號，從已知日期計算干支紀日的公式為：
儒略曆
{\displaystyle gz=45C+5y+\left\lfloor {y \over 4}\right\rfloor +30\times (M+1)+\left\lfloor {3\times (M+1) \over 5}\right\rfloor +d+5}
{\displaystyle g=5C+5y+\left\lfloor {y \over 4}\right\rfloor +\left\lfloor {3\times (M+1) \over 5}\right\rfloor +d+5}
{\displaystyle z=9C+5y+\left\lfloor {y \over 4}\right\rfloor +\left\lfloor {3\times (M+1) \over 5}\right\rfloor +d+5+i}
格里曆
{\displaystyle gz=44C+\left\lfloor {C \over 4}\right\rfloor +5y+\left\lfloor {y \over 4}\right\rfloor +30\times (M+1)+\left\lfloor {3\times (M+1) \over 5}\right\rfloor +d+7}
{\displaystyle g=4C+\left\lfloor {C \over 4}\right\rfloor +5y+\left\lfloor {y \over 4}\right\rfloor +\left\lfloor {3\times (M+1) \over 5}\right\rfloor +d-3}
{\displaystyle z=8C+\left\lfloor {C \over 4}\right\rfloor +5y+\left\lfloor {y \over 4}\right\rfloor +\left\lfloor {3\times (M+1) \over 5}\right\rfloor +d+7+i}
其中奇數月i＝0，偶數月i＝6，C是年份除一百向下取整，y是年份後兩位，M是月份，d是日數。1月和2月按上一年的13月和14月來算，例如1912年2月＝1911年14月。{\displaystyle \lfloor \;\rfloor }表示向下取整。gz除以60的餘数是干支数，如果餘数为0，则取60；gz或g除以10的餘數是天干，gz或z除以12的餘數是地支。
查表法
| 日干速查表    |               |               |               |           |           |           |           |    |    |    |    |    |    |    |    |    |    |                                    |                                    |                                    |                                    |                                    |                                    |                                    |                                    |                                    |                                    |                                    |                                    |                                    |                                    |                                    |
| 格里历 百年数 | 格里历 百年数 | 格里历 百年数 | 格里历 百年数 | 日期 月份 | 日期 月份 | 日期 月份 | 日期 月份 | 01 | 02 | 03 | 04 | 05 | 06 | 07 | 08 | 09 | 10 | 格里历年的后两位数 儒略历年数MOD80 | 格里历年的后两位数 儒略历年数MOD80 | 格里历年的后两位数 儒略历年数MOD80 | 格里历年的后两位数 儒略历年数MOD80 | 格里历年的后两位数 儒略历年数MOD80 | 格里历年的后两位数 儒略历年数MOD80 | 格里历年的后两位数 儒略历年数MOD80 | 格里历年的后两位数 儒略历年数MOD80 | 格里历年的后两位数 儒略历年数MOD80 | 格里历年的后两位数 儒略历年数MOD80 |                                    |                                    |                                    |                                    |                                    |
| 格里历 百年数 | 格里历 百年数 | 格里历 百年数 | 格里历 百年数 | 日期 月份 | 日期 月份 | 日期 月份 | 日期 月份 | 11 | 12 | 13 | 14 | 15 | 16 | 17 | 18 | 19 | 20 | 格里历年的后两位数 儒略历年数MOD80 | 格里历年的后两位数 儒略历年数MOD80 | 格里历年的后两位数 儒略历年数MOD80 | 格里历年的后两位数 儒略历年数MOD80 | 格里历年的后两位数 儒略历年数MOD80 | 格里历年的后两位数 儒略历年数MOD80 | 格里历年的后两位数 儒略历年数MOD80 | 格里历年的后两位数 儒略历年数MOD80 | 格里历年的后两位数 儒略历年数MOD80 | 格里历年的后两位数 儒略历年数MOD80 |                                    |                                    |                                    |                                    |                                    |
| 格里历 百年数 | 格里历 百年数 | 格里历 百年数 | 格里历 百年数 | 日期 月份 | 日期 月份 | 日期 月份 | 日期 月份 | 21 | 22 | 23 | 24 | 25 | 26 | 27 | 28 | 29 | 30 | 格里历年的后两位数 儒略历年数MOD80 | 格里历年的后两位数 儒略历年数MOD80 | 格里历年的后两位数 儒略历年数MOD80 | 格里历年的后两位数 儒略历年数MOD80 | 格里历年的后两位数 儒略历年数MOD80 | 格里历年的后两位数 儒略历年数MOD80 | 格里历年的后两位数 儒略历年数MOD80 | 格里历年的后两位数 儒略历年数MOD80 | 格里历年的后两位数 儒略历年数MOD80 | 格里历年的后两位数 儒略历年数MOD80 |                                    |                                    |                                    |                                    |                                    |
| 格里历 百年数 | 格里历 百年数 | 格里历 百年数 | 格里历 百年数 | 日期 月份 | 日期 月份 | 日期 月份 | 日期 月份 | 31 |    |    |    |    |    |    |    |    |    | 格里历年的后两位数 儒略历年数MOD80 | 格里历年的后两位数 儒略历年数MOD80 | 格里历年的后两位数 儒略历年数MOD80 | 格里历年的后两位数 儒略历年数MOD80 | 格里历年的后两位数 儒略历年数MOD80 | 格里历年的后两位数 儒略历年数MOD80 | 格里历年的后两位数 儒略历年数MOD80 | 格里历年的后两位数 儒略历年数MOD80 | 格里历年的后两位数 儒略历年数MOD80 | 格里历年的后两位数 儒略历年数MOD80 |                                    |                                    |                                    |                                    |                                    |
| 16            |               |               |               | 08        | 儒略历    | 儒略历    | 儒略历    | 甲 | 乙 | 丙 | 丁 | 戊 | 己 | 庚 | 辛 | 壬 | 癸 | 0                                  | 02                                 | 21                                 | 23                                 | 40                                 | 42                                 | 61                                 | 63                                 | 80                                 | 82                                 |                                    |                                    |                                    |                                    |                                    |
|               |               | 23            |               | 02        | 06        | 07        |           | 癸 | 甲 | 乙 | 丙 | 丁 | 戊 | 己 | 庚 | 辛 | 壬 | 04                                 | 06                                 | 25                                 | 27                                 | 44                                 | 46                                 | 65                                 | 67                                 | 84                                 | 86                                 |                                    |                                    |                                    |                                    |                                    |
| 18            |               |               |               | 01        | 04        | 05        | 02        | 壬 | 癸 | 甲 | 乙 | 丙 | 丁 | 戊 | 己 | 庚 | 辛 | 08                                 | 10                                 | 29                                 | 31                                 | 48                                 | 50                                 | 69                                 | 71                                 | 88                                 | 90                                 |                                    |                                    |                                    |                                    |                                    |
|               | 20            |               |               |           | 03        |           | 01        | 辛 | 壬 | 癸 | 甲 | 乙 | 丙 | 丁 | 戊 | 己 | 庚 | 12                                 | 14                                 | 33                                 | 35                                 | 52                                 | 54                                 | 73                                 | 75                                 | 92                                 | 94                                 |                                    |                                    |                                    |                                    |                                    |
|               |               |               |               |           |           |           |           | 庚 | 辛 | 壬 | 癸 | 甲 | 乙 | 丙 | 丁 | 戊 | 己 | 16                                 | 18                                 | 37                                 | 39                                 | 56                                 | 58                                 | 77                                 | 79                                 | 96                                 | 98                                 |                                    |                                    |                                    |                                    |                                    |
|               |               | 22            |               |           |           |           |           | 己 | 庚 | 辛 | 壬 | 癸 | 甲 | 乙 | 丙 | 丁 | 戊 | 01                                 | 03                                 | 20                                 | 22                                 | 41                                 | 43                                 | 60                                 | 62                                 | 81                                 | 83                                 |                                    |                                    |                                    |                                    |                                    |
| 17            |               |               | 24            |           |           |           |           | 戊 | 己 | 庚 | 辛 | 壬 | 癸 | 甲 | 乙 | 丙 | 丁 | 05                                 | 07                                 | 24                                 | 26                                 | 45                                 | 47                                 | 64                                 | 66                                 | 85                                 | 87                                 |                                    |                                    |                                    |                                    |                                    |
|               |               |               |               |           |           |           |           | 丁 | 戊 | 己 | 庚 | 辛 | 壬 | 癸 | 甲 | 乙 | 丙 | 09                                 | 11                                 | 28                                 | 30                                 | 49                                 | 51                                 | 68                                 | 70                                 | 89                                 | 91                                 |                                    |                                    |                                    |                                    |                                    |
|               | 19            |               |               | 11        | 12        |           |           | 丙 | 丁 | 戊 | 己 | 庚 | 辛 | 壬 | 癸 | 甲 | 乙 | 13                                 | 15                                 | 32                                 | 34                                 | 53                                 | 55                                 | 72                                 | 74                                 | 93                                 | 95                                 |                                    |                                    |                                    |                                    |                                    |
|               |               | 21            |               | 09        | 10        |           |           | 乙 | 丙 | 丁 | 戊 | 己 | 庚 | 辛 | 壬 | 癸 | 甲 | 17                                 | 19                                 | 36                                 | 38                                 | 57                                 | 59                                 | 76                                 | 78                                 | 97                                 | 99                                 |                                    |                                    |                                    |                                    |                                    |
| 日支速查表    |               |               |               |           |           |           |           |    |    |    |    |    |    |    |    |    |    |                                    |                                    |                                    |                                    |                                    |                                    |                                    |                                    |                                    |                                    |                                    |                                    |                                    |                                    |                                    |
| 格里历 百年数 | 格里历 百年数 | 格里历 百年数 | 格里历 百年数 | 日期 月份 | 日期 月份 | 日期 月份 | 日期 月份 | 01 | 02 | 03 | 04 | 05 | 06 | 07 | 08 | 09 | 10 | 11                                 | 12                                 | 格里历年的后两位数 儒略历年数MOD80 | 格里历年的后两位数 儒略历年数MOD80 | 格里历年的后两位数 儒略历年数MOD80 | 格里历年的后两位数 儒略历年数MOD80 | 格里历年的后两位数 儒略历年数MOD80 | 格里历年的后两位数 儒略历年数MOD80 | 格里历年的后两位数 儒略历年数MOD80 | 格里历年的后两位数 儒略历年数MOD80 | 格里历年的后两位数 儒略历年数MOD80 | 格里历年的后两位数 儒略历年数MOD80 | 格里历年的后两位数 儒略历年数MOD80 | 格里历年的后两位数 儒略历年数MOD80 | 格里历年的后两位数 儒略历年数MOD80 |
| 格里历 百年数 | 格里历 百年数 | 格里历 百年数 | 格里历 百年数 | 日期 月份 | 日期 月份 | 日期 月份 | 日期 月份 | 13 | 14 | 15 | 16 | 17 | 18 | 19 | 20 | 21 | 22 | 23                                 | 24                                 | 格里历年的后两位数 儒略历年数MOD80 | 格里历年的后两位数 儒略历年数MOD80 | 格里历年的后两位数 儒略历年数MOD80 | 格里历年的后两位数 儒略历年数MOD80 | 格里历年的后两位数 儒略历年数MOD80 | 格里历年的后两位数 儒略历年数MOD80 | 格里历年的后两位数 儒略历年数MOD80 | 格里历年的后两位数 儒略历年数MOD80 | 格里历年的后两位数 儒略历年数MOD80 | 格里历年的后两位数 儒略历年数MOD80 | 格里历年的后两位数 儒略历年数MOD80 | 格里历年的后两位数 儒略历年数MOD80 | 格里历年的后两位数 儒略历年数MOD80 |
| 格里历 百年数 | 格里历 百年数 | 格里历 百年数 | 格里历 百年数 | 日期 月份 | 日期 月份 | 日期 月份 | 日期 月份 | 25 | 26 | 27 | 28 | 29 | 30 | 31 |    |    |    |                                    |                                    | 格里历年的后两位数 儒略历年数MOD80 | 格里历年的后两位数 儒略历年数MOD80 | 格里历年的后两位数 儒略历年数MOD80 | 格里历年的后两位数 儒略历年数MOD80 | 格里历年的后两位数 儒略历年数MOD80 | 格里历年的后两位数 儒略历年数MOD80 | 格里历年的后两位数 儒略历年数MOD80 | 格里历年的后两位数 儒略历年数MOD80 | 格里历年的后两位数 儒略历年数MOD80 | 格里历年的后两位数 儒略历年数MOD80 | 格里历年的后两位数 儒略历年数MOD80 | 格里历年的后两位数 儒略历年数MOD80 | 格里历年的后两位数 儒略历年数MOD80 |
|               |               |               |               | 11        | 儒略历    | 儒略历    | 儒略历    | 子 | 丑 | 寅 | 卯 | 辰 | 巳 | 午 | 未 | 申 | 酉 | 戌                                 | 亥                                 | 0                                  | 07                                 | 16                                 | 23                                 | 32                                 | 39                                 | 48                                 | 55                                 | 64                                 | 71                                 | 80                                 | 87                                 | 96                                 |
|               |               | 20            | 23            |           |           | 09        |           | 亥 | 子 | 丑 | 寅 | 卯 | 辰 | 巳 | 午 | 未 | 申 | 酉                                 | 戌                                 |                                    | 14                                 |                                    | 30                                 |                                    | 46                                 |                                    | 62                                 |                                    | 78                                 |                                    | 94                                 |                                    |
| 17            |               |               |               |           |           |           |           | 戌 | 亥 | 子 | 丑 | 寅 | 卯 | 辰 | 巳 | 午 | 未 | 申                                 | 酉                                 | 05                                 |                                    | 21                                 |                                    | 37                                 |                                    | 53                                 |                                    | 69                                 |                                    | 85                                 |                                    |                                    |
|               |               |               |               |           |           | 07        |           | 酉 | 戌 | 亥 | 子 | 丑 | 寅 | 卯 | 辰 | 巳 | 午 | 未                                 | 申                                 | 03                                 | 12                                 | 19                                 | 28                                 | 35                                 | 44                                 | 51                                 | 60                                 | 67                                 | 76                                 | 83                                 | 92                                 | 99                                 |
|               |               |               | 24            | 01        | 05        |           |           | 申 | 酉 | 戌 | 亥 | 子 | 丑 | 寅 | 卯 | 辰 | 巳 | 午                                 | 未                                 |                                    | 10                                 |                                    | 26                                 |                                    | 42                                 |                                    | 58                                 |                                    | 74                                 |                                    | 90                                 |                                    |
|               |               | 21            |               | 01        | 03        |           |           | 未 | 申 | 酉 | 戌 | 亥 | 子 | 丑 | 寅 | 卯 | 辰 | 巳                                 | 午                                 | 01                                 |                                    | 17                                 |                                    | 33                                 |                                    | 49                                 |                                    | 65                                 |                                    | 81                                 |                                    | 97                                 |
|               | 18            |               |               |           |           |           | 12        | 午 | 未 | 申 | 酉 | 戌 | 亥 | 子 | 丑 | 寅 | 卯 | 辰                                 | 巳                                 |                                    | 08                                 | 15                                 | 24                                 | 31                                 | 40                                 | 47                                 | 56                                 | 63                                 | 72                                 | 79                                 | 88                                 | 95                                 |
|               |               |               |               |           |           |           | 10        | 巳 | 午 | 未 | 申 | 酉 | 戌 | 亥 | 子 | 丑 | 寅 | 卯                                 | 辰                                 | 06                                 |                                    | 22                                 |                                    | 38                                 |                                    | 54                                 |                                    | 70                                 |                                    | 86                                 |                                    |                                    |
|               |               |               |               |           |           | 08        |           | 辰 | 巳 | 午 | 未 | 申 | 酉 | 戌 | 亥 | 子 | 丑 | 寅                                 | 卯                                 |                                    | 13                                 |                                    | 29                                 |                                    | 45                                 |                                    | 61                                 |                                    | 77                                 |                                    | 93                                 |                                    |
|               |               | 22            |               | 02        | 06        |           |           | 卯 | 辰 | 巳 | 午 | 未 | 申 | 酉 | 戌 | 亥 | 子 | 丑                                 | 寅                                 | 04                                 | 11                                 | 20                                 | 27                                 | 36                                 | 43                                 | 52                                 | 59                                 | 68                                 | 75                                 | 84                                 | 91                                 |                                    |
| 16            | 19            |               |               | 02        | 04        |           |           | 寅 | 卯 | 辰 | 巳 | 午 | 未 | 申 | 酉 | 戌 | 亥 | 子                                 | 丑                                 | 02                                 |                                    | 18                                 |                                    | 34                                 |                                    | 50                                 |                                    | 66                                 |                                    | 82                                 |                                    | 98                                 |
|               |               |               |               |           |           |           |           | 丑 | 寅 | 卯 | 辰 | 巳 | 午 | 未 | 申 | 酉 | 戌 | 亥                                 | 子                                 |                                    | 09                                 |                                    | 25                                 |                                    | 41                                 |                                    | 57                                 |                                    | 73                                 |                                    | 89                                 |                                    |

口算法
- a＝Y mod 80
- b＝（5a＋a÷4）mod 60
- c＝10＋C÷4－C（格里历），c＝8（儒略历）
- d＝（M＋1）mod 2×30＋［0.6（M＋1）－3］－i
  - M＝13或14时平年i＝－5，闰年i＝－6（详见下表）
- e＝D
- f＝（b＋c＋d＋e）mod 60
- g＝f mod 10，z＝f mod 12

| M  | 13 | 14 | 03                              | 04                              | 05                              | 06                              | 07                              | 08                              | 09                              | 10                              | 11                              | 12                              |
| d  | 00 | 31 | -1                              | 30                              | 00                              | 31                              | 01                              | 32                              | 03                              | 33                              | 04                              | 34                              |
| 闰 | -1 | 30 | d＝［30.6（M＋1）－3］mod 60－i | d＝［30.6（M＋1）－3］mod 60－i | d＝［30.6（M＋1）－3］mod 60－i | d＝［30.6（M＋1）－3］mod 60－i | d＝［30.6（M＋1）－3］mod 60－i | d＝［30.6（M＋1）－3］mod 60－i | d＝［30.6（M＋1）－3］mod 60－i | d＝［30.6（M＋1）－3］mod 60－i | d＝［30.6（M＋1）－3］mod 60－i | d＝［30.6（M＋1）－3］mod 60－i |

一、西元前720年2月22日
a＝－719 mod 80＝1
b＝5×1＋1÷4＝5
c＝8
d＝（14＋1）mod 2×30＋［0.6（14＋1）－3］－5＝31
e＝22
f＝（5＋8＋31＋22）mod 60＝6
g＝z＝6，己巳
二、西元前211年11月1日
a＝－210 mod 80＝30
b＝（5×30＋30÷4）mod 60＝37
c＝8
d＝（11＋1）mod 2×30＋［0.6（11＋1）－3］＝4
e＝1
f＝37＋8＋4＋1＝50
g＝50 mod 10＝0，z＝50 mod 12＝2，癸丑
三、西元1912年2月18日
a＝1912 mod 80＝72
b＝（72 mod 12×5＋72÷4）mod 60＝18
c＝10＋19÷4－19＝－5
d＝（14＋1）mod 2×30＋［0.6（14＋1）－3］－6＝30
e＝18
f＝（18－5＋30＋18）mod 60＝1
g＝z＝1，甲子

### 干支計算日數
由於華夏曆法中每個月日數不定，且可能有閏月，故若在史書中記載「某年某月某日」在計算經過的時間長度時會非常麻煩。而利用干支計日則可以方便地計算。
例：《史記·秦始皇本紀》記載，「（始皇）三十七年十月癸丑，始皇出遊。……七月丙寅，始皇崩於沙丘平臺。」秦曆每年十月為歲首，然後是十一月、十二月、一月……九月。計算此次出遊的總日期數。
解：從癸丑（第50日）到丙寅（第3日）總共是13日。所以總出遊日期數一定是60n＋13。9個月大約是270日，但270日並不是60的倍數，所以可以判斷有一個閏月；從而，n＝5，總共出行10個多月，日期數為313天。
事實上，如果換算成西曆，則為前211年11月1日出遊，前210年9月10日駕崩，共313天。

## 干支紀時
以12時辰為期1日之紀時法，在周髀算經已有雛型。干支紀時法則源起年代未明。《史記‧曆書》以十二支紀時，可能到了唐代才將十二支配上十干。
以干支紀時，60時辰合5日一週期；一週期完了重複使用，週而復始，循環下去。日上起時亦有歌訣。下表列出日天干和時辰地支構成的時辰干支，以東八區為準：

### 北岸及南岸時間
| 時辰地支 | 東八區     | 甲或己日 | 乙或庚日 | 丙或辛日 | 丁或壬日 | 戊或癸日 |
| -------- | ---------- | -------- | -------- | -------- | -------- | -------- |
| 子時     | 0時至2時   | 甲子時   | 丙子時   | 戊子時   | 庚子時   | 壬子時   |
| 時       | 2時至4時   | 乙丑時   | 丁丑時   | 己丑時   | 辛丑時   | 癸丑時   |
| 寅時     | 4時至6時   | 丙寅時   | 戊寅時   | 庚寅時   | 壬寅時   | 甲寅時   |
| 卯時     | 6時至8時   | 丁卯時   | 己卯時   | 辛卯時   | 癸卯時   | 乙卯時   |
| 辰時     | 8時至10時  | 戊辰時   | 庚辰時   | 壬辰時   | 甲辰時   | 丙辰時   |
| 巳時     | 10時至12時 | 己巳時   | 辛巳時   | 癸巳時   | 乙巳時   | 丁巳時   |
| 午時     | 12時至14時 | 庚午時   | 壬午時   | 甲午時   | 丙午時   | 戊午時   |
| 未時     | 14時至16時 | 辛未時   | 癸未時   | 乙未時   | 丁未時   | 己未時   |
| 申時     | 16時至18時 | 壬申時   | 甲申時   | 丙申時   | 戊申時   | 庚申時   |
| 酉時     | 18時至20時 | 癸酉時   | 乙酉時   | 丁酉時   | 己酉時   | 辛酉時   |
| 戌時     | 20時至22時 | 甲戌時   | 丙戌時   | 戊戌時   | 庚戌時   | 壬戌時   |
| 亥時     | 22時至24時 | 乙亥時   | 丁亥時   | 己亥時   | 辛亥時   | 癸亥時   |

### 東岸及西岸時間
| 時辰地支 | 東八區     | 甲或己日 | 乙或庚日 | 丙或辛日 | 丁或壬日 | 戊或癸日 |
| -------- | ---------- | -------- | -------- | -------- | -------- | -------- |
| 子時     | 23時至1時  | 甲子時   | 丙子時   | 戊子時   | 庚子時   | 壬子時   |
| 時       | 1時至3時   | 乙丑時   | 丁丑時   | 己丑時   | 辛丑時   | 癸丑時   |
| 寅時     | 3時至5時   | 丙寅時   | 戊寅時   | 庚寅時   | 壬寅時   | 甲寅時   |
| 卯時     | 5時至7時   | 丁卯時   | 己卯時   | 辛卯時   | 癸卯時   | 乙卯時   |
| 辰時     | 7時至9時   | 戊辰時   | 庚辰時   | 壬辰時   | 甲辰時   | 丙辰時   |
| 巳時     | 9時至11時  | 己巳時   | 辛巳時   | 癸巳時   | 乙巳時   | 丁巳時   |
| 午時     | 11時至13時 | 庚午時   | 壬午時   | 甲午時   | 丙午時   | 戊午時   |
| 未時     | 13時至15時 | 辛未時   | 癸未時   | 乙未時   | 丁未時   | 己未時   |
| 申時     | 15時至17時 | 壬申時   | 甲申時   | 丙申時   | 戊申時   | 庚申時   |
| 酉時     | 17時至19時 | 癸酉時   | 乙酉時   | 丁酉時   | 己酉時   | 辛酉時   |
| 戌時     | 19時至21時 | 甲戌時   | 丙戌時   | 戊戌時   | 庚戌時   | 壬戌時   |
| 亥時     | 21時至23時 | 乙亥時   | 丁亥時   | 己亥時   | 辛亥時   | 癸亥時   |

宋代記時辰已有「初」、「正」之分。如23時為「子初」，0時為「子正」。並可配合刻使用，如「己初初刻」、「子正四刻」、「寅初四刻」。
隋後普遍行百刻制，每天100刻。至順治二年（西元1645年）頒行時憲曆後，改為日96刻，每時辰八刻（初初刻、初一刻、初二刻、初三刻、正初刻、正一刻、正二刻、正三刻）。自此每刻15分，無「四刻」之名。
從前一日23時到凌晨1時叫作子，繼續下去，丑、寅……從11時至13時叫作午。所以現代，半夜0時叫「子夜」，白畫12時叫「中午」。中午之前叫「上午」，中午之後叫「下午」。

### 子初分日問題
在中國天文星象以及曆法計算上，皆以子正0時分日。惟在八字命理上，由於這會造成12時辰中，獨有子時出生者被分割；造成當日凌晨0時至1時（早子時）出生者與前一日深夜23時至0時（夜子時）出生者雖有相同時干支，卻為不同日干支的特殊情況，或存有命盤不連續之問題。因之該如何處理子初出生者（是以子初、抑或子正換日柱），仍有很大爭議。自古雖有取子正分日者，亦有當以子初分日之論；甚或認為徐子平四柱八字以子正分日、紫微斗數以子初分日者。

## 年月日干支全同
己巳、甲戌、庚辰、乙酉、辛卯、丙申、辛丑、壬寅、丁未、壬子、戊午、癸亥有可能年月日干支全同。

### 年月日時干支全同
以上十二干支除辛丑、壬子外，更有可能年月日時干支全同。

## 陰陽五行說

五行生剋

- 五行相剋：金剋木，木剋土，土剋水，水剋火，火剋金。
- 五行相生：金生水，水生木，木生火，火生土，土生金。

五行中每一行都有不同性能。「木曰曲直」，意思是木有生長、升發之特性；「火曰炎上」，是火有發熱、向上之特性；「土曰稼穡」，是指土有種植莊稼，生化萬物之特性；「金曰從革」，是金有肅殺、變革之特性；「水曰潤下」，是水有滋潤、向下之特性。古人基於此種認識，將宇宙間各種事物分別歸屬於五行，因此在概念上，已經不是木、火、土、金、水本身，而是一大類在特性上可相比擬之各種事物、現象所共有之抽象性能。
十干
陰陽五行是針對十干表示命運的說法，用了五行（木、火、土、金、水）與陰陽（陽為兄、陰為弟）配對。
| 十干 | 普通話拼音      | 粵拼  | 日語      | 日語                | 日語   | 朝鮮語    | 越南語 | 本義                             | 陰陽五行 |
| 十干 | 普通話拼音      | 粵拼  | 音讀      | 訓讀                | 意思   | 朝鮮語    | 越南語 | 本義                             | 陰陽五行 |
| ---- | --------------- | ----- | --------- | ------------------- | ------ | --------- | ------ | -------------------------------- | -------- |
| 甲   | jiǎ（ㄐㄧㄚˇ）  | gaap3 | こう kou  | きのえ kinoe        | 木之兄 | 갑 gap    | giáp   | 植物的芽生長、象徵芽鱗的豆芽     | 陽木     |
| 乙   | yǐ（ㄧˇ）       | jyut3 | おつ otsu | きのと kinoto       | 木之弟 | 을 eul    | ất     | 陽氣還未來臨，需要等待的地方     | 陰木     |
| 丙   | bǐng（ㄅㄧㄥˇ） | bing2 | へい hei  | ひのえ hinoe        | 火之兄 | 병 byeong | bính   | 陽氣的發揚                       | 陽火     |
| 丁   | dīng（ㄉㄧㄥ）  | ding1 | てい tei  | ひのと hinoto       | 火之弟 | 정 jeong  | đinh   | 陽氣的充溢                       | 陰火     |
| 戊   | wù（ㄨˋ）       | mou6  | ぼ bo     | つちのえ tsuchinoe  | 土之兄 | 무 mu     | mậu    | 和“茂”相通、由陽氣區分繁榮       | 陽土     |
| 己   | jǐ（ㄐㄧˇ）     | gei2  | き ki     | つちのと tsuchinoto | 土之弟 | 기 gi     | kỷ     | 和紀相通、有防止分散的作用       | 陰土     |
| 庚   | gēng（ㄍㄥ）    | gang1 | こう kou  | かのえ kanoe        | 金之兄 | 경 gyeong | canh   | 結實、形成、陰化的階段           | 陽金     |
| 辛   | xīn（ㄒㄧㄣ）   | san1  | しん shin | かのと kanoto       | 金之弟 | 신 shin   | tân    | 加強由陰的控制                   | 陰金     |
| 壬   | rén（ㄖㄣˊ）    | jam4  | じん jin  | みずのえ mizunoe    | 水之兄 | 임 im     | nhâm   | 和“妊”相通，在下孕育陽氣         | 陽水     |
| 癸   | guǐ（ㄍㄨㄟˇ）' | gwai3 | き ki     | みずのと mizunoto   | 水之弟 | 계 gye    | quý    | 和“揆”一樣，把沒有生命的殘物清算 | 陰水     |

十二支

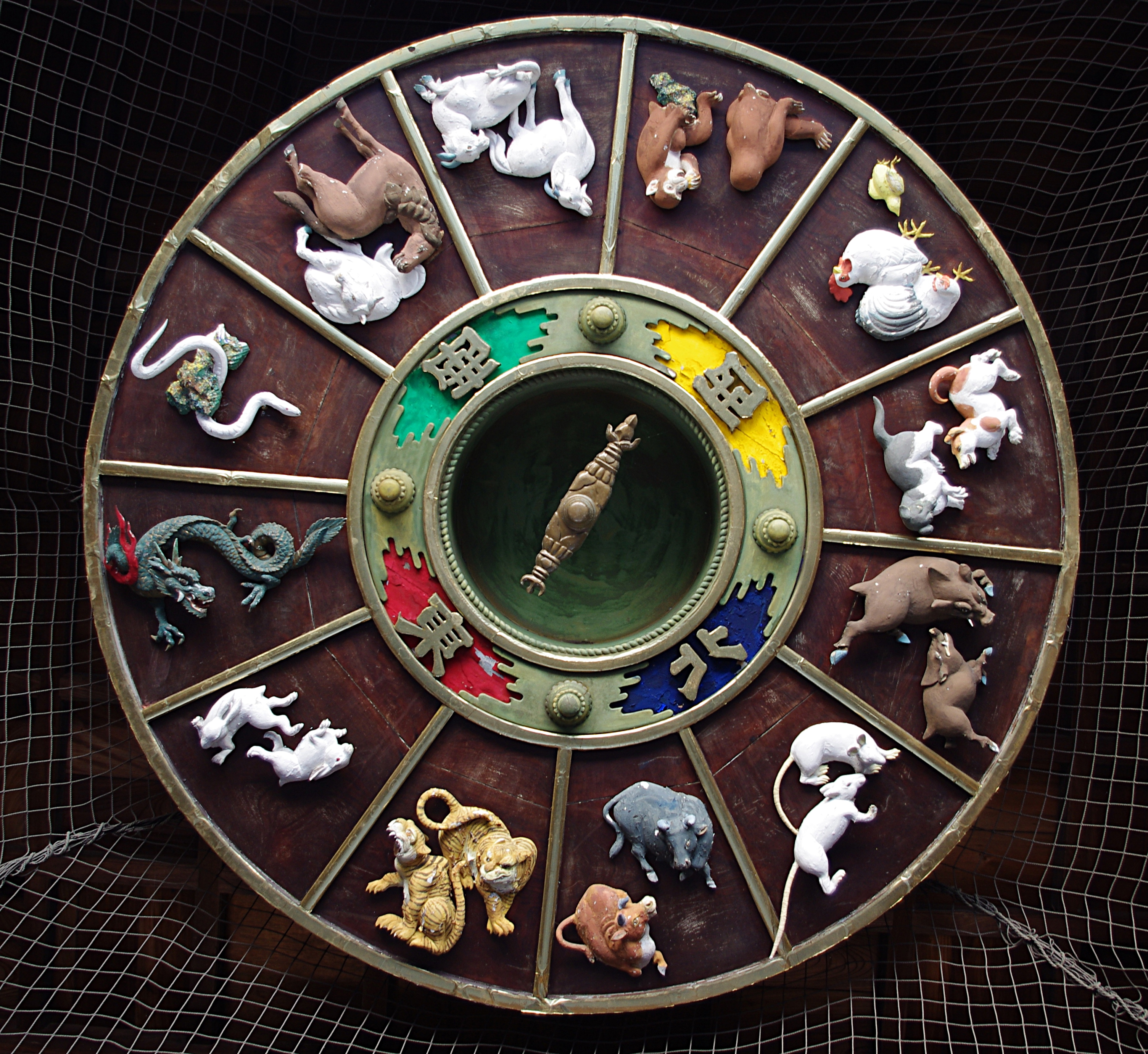
在日本的十二地支雕塑

十二支皆有相對應的五行。四季所對應的五行為：春季為木、夏季為火、秋季為金、冬季為水，土則是對應各季節的最後一個月分，用於表示季节轉換。另外日語的訓讀來自地支所對應的生肖，比如「亥」的訓讀い（i）來自於いのしし（inoshishi），日本漢字寫作「猪」。
將其分配為：
| 十二支 | 普通話拼音    | 粤拼  | 日語          | 日語            | 朝鮮語  | 越南語 | 四季 | 陰陽五行 |
| 十二支 | 普通話拼音    | 粤拼  | 音讀          | 訓讀            | 朝鮮語  | 越南語 | 四季 | 陰陽五行 |
| ------ | ------------- | ----- | ------------- | --------------- | ------- | ------ | ---- | -------- |
| 子     | zǐ（ㄗˇ）     | zi2   | し／shi       | ね／ne          | 자 ja   | tý     | 冬季 | 阳水     |
| 丑     | chǒu（ㄔㄡˇ） | cau2  | ちゅう／chū   | うし／ushi      | 축 chuk | sửu    | 冬季 | 陰土     |
| 寅     | yín（ㄧㄣˊ）  | jan4  | いん／in      | とら／tora      | 인 in   | dần    | 春季 | 陽木     |
| 卯     | mǎo（ㄇㄠˇ）  | maau5 | ぼう／bō      | う／u           | 묘 myo  | mão    | 春季 | 陰木     |
| 辰     | chén（ㄔㄣˊ） | san4  | しん／shin    | たつ／tatsu     | 진 jin  | thìn   | 春季 | 陽土     |
| 巳     | sì（ㄙˋ）     | zi6   | し／shi       | み／mi          | 사 sa   | tỵ     | 夏季 | 陰火     |
| 午     | wǔ（ㄨˇ）     | ng5   | ご／go        | うま／uma       | 오 o    | ngọ    | 夏季 | 陽火     |
| 未     | wèi（ㄨㄟˋ）  | mei6  | び／bi        | ひつじ／hitsuji | 미 mi   | mùi    | 夏季 | 陰土     |
| 申     | shēn（ㄕㄣ）  | san1  | しん／shin    | さる／saru      | 신 shin | thân   | 秋季 | 陽金     |
| 酉     | yǒu（ㄧㄡˊ）  | jau5  | ゆう／yū      | とり／tori      | 유 yu   | dậu    | 秋季 | 陰金     |
| 戌     | xū（ㄒㄩ）    | seot1 | じゅつ／jutsu | いぬ／inu       | 술 sul  | tuất   | 秋季 | 陽土     |
| 亥     | hài（ㄏㄞˋ）  | hoi6  | がい／gai     | い／i           | 해 hae  | hợi    | 冬季 | 阴水     |

陰陽五行説是起源於中國的戰國時代，為鄒衍的五德終始說與陰陽思想相互結合所產生。並且與干支結合而成為干支五行説，進一步成為天地間萬物的根本起源。

## 方位和角度
干支可以表示方位和角度。
- 方位：正北亦称「子」，正南亦称「午」，正東亦称「卯」，正西亦称「酉」。
- 角度：「子」為0度或360度，要放在30度十二地支。「丑」為30度，「寅」為60度，「卯」為90度，「亥」為330度。

### 引用
1. ↑  改订西汉新莽纪年表
2. ↑  s:白虎通/卷08#姓名s:太平御覽/0362#名.   [2014-04-04]. （原始内容存档于2016-03-05）. 甲乙者，干也；子丑者，枝也。干為本，本質，故以甲乙為名也。
3. ↑  张公瑾. . 中央民族学院学报. 1977,. 1977年第04期. 干支在古代称干枝, 好比树干和树枝, 如《白虎通》中所载: “ 甲乙者干也, 子丑者卜也。” 在汉代还有称干支为母子。《淮南子‧天文訓》“數從甲子始，子母相求”
4. ↑  李崇智. . 北京: 中华书局. 2004年12月: 233. ISBN 978-7-101-02512-5.
5. ↑  GB /T 33661-2017：农历的编算和颁行．
6. ↑  林啓元.  1992年（民國81年）5月1日11版. 臺灣臺中市: 文林出版社出版、華成書局印行. : 第41頁. 起四柱推年法
7. 1 2 3  丁緜孙. . 1989.
8. 1 2  王焕春 等 编. . 科学出版社. 1991-12.
9. 1 2  .   [2014-04-06]. （原始内容存档于2013-11-19）.
10. ↑  林啓元.  1992年（民國81年）5月1日11版. 臺灣臺中市: 文林出版社出版、華成書局印行. : 第17頁. 十二月建
11. ↑  张培瑜、陈美东、薄树人、胡铁珠. . 北京: 中国科学技术. 2008年3月. ISBN 9787504648365.:"中历一直配合采用干支来纪时（年月日时），这是中历的第二个特点。……。2000年来中国干支纪时与历法数序纪时既互相配合又各自成系统。实际上中历干支纪时系统是中国特有的阳历历法体系。可称之为干支历、节气历或中国阳历。它以立春为岁首，交节日为月首。年长即回归年，一节一中为一月。在节气历中年月日全由太阳视运动决定而与太阴月相无关。但它又与通常的阳历不同，后者月长是由人为规定而与天象无涉。所以它是有中国特色的阳历。"
12. ↑  林啓元.  1992年（民國81年）5月1日11版. 臺灣臺中市: 文林出版社出版、華成書局印行. : 第17、21頁.
13. ↑  . 2013-04-25. （原始内容存档于2013-04-25）. 如果該紀日干支與後世相連續的話，可以推出這一天对应于公元前720年2月22日。根據現代天文計算當天正好有日食发生，在魯都曲阜可見食分0 41，因此證實了這條記錄。这也是中国纪日干支连续性的最早的独立证据。
14. ↑    - 春秋左氏傳/隱公 （页面存档备份，存于） 三年，春，王二月，己巳，日有食之。
15. ↑    - FIVE MILLENNIUM CANON OF SOLAR ECLIPSES: -1999 TO +3000 （页面存档备份，存于）
16. ↑  GB /T 33661-2017：农历的编算和颁行．6.3.2干支纪日法
17. 1 2  .   [2013-02-15]. （原始内容存档于2013-04-18）.
18. ↑  . 卷二‧論遁月日時 （页面存档备份，存于）

古歌曰：甲已之年丙作首，乙庚之歲戊為頭，丙辛之歲尋庚上，丁壬壬位順行流，更有戊癸何處起？甲寅之上好追求。

遁時如甲子日子時生人即甲己，還加甲，便知子時乃甲子，丑時乃乙丑，順行十二時。

古歌曰：甲己還加甲，乙庚丙作初，丙辛從戊起，丁壬庚子居，戊癸何方發？壬子是直途。
19. ↑  . 甲己還加甲，乙庚丙作初；丙辛從戊起，丁壬庚子居；戊癸何方發，壬子是真途。
20. ↑  林啟元.  1992年（民國81年）5月1日11版. 臺灣臺中市: 文林出版社出版、華成書局印行. : 第23、24頁.
21. ↑  《寶祐四年會天曆》
22. 1 2  .   [2013-02-15]. （原始内容存档于2012-04-24）.
23. ↑  .   [2013-02-15]. （原始内容存档于2013-04-24）.
24. ↑  .   [2013-02-15]. （原始内容存档于2012-03-05）.
25. ↑  . 卷第一百九十五 （页面存档备份，存于） 十一月，甲子朔，冬至，上祀南郊。時《戊寅歷》以癸亥為朔，宣義郎李淳風表稱：「古歷分日起於子半，今歲甲子朔冬至，而故太史令傅仁均減餘稍多，子初為朔，遂差三刻，用乖天正，請更加考定。」眾議以仁均定朔微差，淳風推校精密，請如淳風議，從之。
26. ↑  .   [2013-02-15]. 更早更權威的證據見于漢初伏生所傳《尚書大傳》，該書言：“周以十一月爲正，色尚赤，以夜半爲朔。”東漢奉诏總結經學的名著《白虎通》，亦征引和重申了伏生之說。正者，爲改朝換代後重新确定的一歲之首月，朔爲初始。
27. ↑  .   [2013-02-15]. （原始内容存档于2016-03-04）.
28. ↑  .   [2013-02-15]. （原始内容存档于2013-08-06）. 李淳風於《新唐書歷表》認為「古歷分日，起於子半」、民國初袁樹珊在《命理探源》認為「子時的上半個時辰屬於前半夜是昨日，下半個時辰屬後半夜是今日。」也就是說，出生在子夜12點前的命造，按昨日的日干；生在子夜12點以後的，按當日的日干。其所採用的時柱，仍維持子時，只是日柱之干支不同，所以此派命盤存在不連續的問題。
29. ↑  .   [2013-02-15]. （原始内容存档于2013-07-15）.
30. ↑  .   [2013-02-15]. （原始内容存档于2013-11-23）. 在紫微斗數的《安星訣》當中，子時給劃分為兩半：前一個小時是當日的子時，稱為夜子時；而後一個小時是新一日的子時，稱為早子時。
31. ↑  .   [2013-02-15]. （原始内容存档于2016-03-05）.
32. ↑  .   [2013-02-15]. （原始内容存档于2012-12-21）. 在《三命通會》這樣多的命例之中，怎會沒有一件是依照「早子時、晚子時」所起的命例。
33. ↑  .   [2013-02-15]. （原始内容存档于2012-11-30）.

子平八字所採用的日是取用太陽過天底作為計算基礎的「日曆日／陽曆日」，其換日點是子正／0時。

紫微斗數所採用的陰曆生日是取用月相變化計算而得的「月曆日／陰曆日」，其換日點是子初／23時。
34. ↑  （日語）参考文献：（著：木村英一）、（著：小林信明）、（著：今井宇三郎）

## 延伸阅读
[在维基数据编辑]
 《欽定古今圖書集成·曆象彙編·歲功典·干支部》，出自陈梦雷《古今圖書集成》